# Зґарда
Зґа́рда  — архаїчна гуцульська шийна (гривня) прикраса статусного (вождь, господар, власник) та релігійного призначення, первісно чоловіча і жіноча, пізніше жіноча прикраса з Верховини на Гуцульщині (Верховинського району Івано-Франківської області) та Буковині. Окрім українців, зґарди (монетного типу) ще зустрічалися в грузинів на Кавказі, де їх виробляли зазвичай з агату чи гагату.
Слово зґарда походить від рум. zgardă («знак, нашийник, намисто»), етимологія якого не зовсім ясна: можливо воно має ще дакське, субстратне палеобалканське походження (порівнюється з алб. shkardhë), або пов'язане з gherdan («ґердан»). Інша версія — від пол. garda («гарда», «кругла бляха на руків'ї зброї»).

## Опис
Чоловічу зґарду носили на шкіряному ремінці чи шийній гривні (дротику), жіноча мала вигляд нанизаних на ремінець, шнурок чи дротик в один, два чи три ряди латуні або міді литих хрестиків, між якими чіпляли трубочки або спіральки («переміжки»), згорнуті чи скручені з латуні або міді. Середній хрест у зґардах виділяється чепрагами з двох орнаментованих кружків, один з яких має гачок, а другий — петлю.
В основі зґарди лежать 3–5 дротяних в'язанок з монетами (по 10–15 монет), прикріплених до дротяної основи (часто з ґудзиками, рідше з коралями, хрестиками, маленькими дзвіночками). У центрі зґарди звичайно міститься галбин — срібна, золота монета чи монета жовтого кольору. Згарди без золотих монет були поширені в українських селах у гірських районах Карпат, а із золотими монетами — у румунських селах навколо містечок Сторожинець і Глибока.

## Формування
Формування зґард пройшло тривалий шлях розвитку. Базується на язичницькій традиції оберегів. Очевидно, насіння плодів, різних жіночих фігурок, топірців та інш., кожен з яких виконували певну функцію, призвели до створення складного типу оберега — намиста у вигляді однієї або кількох рядів кам'яних, а пізніше скляних та металевих намистин тощо. Тому поява круглих медальйонів у VI—IX століттях (які, судячи з способу навішування, носилися на грудях) — це своєрідний процес розвитку кулястих елементів (намистинки) в зручнішу для носіння і орнаментальну форму металевих, вирізаних з бляхи або литих розеток дисків.
Основними факторами формування зґард хрестового типу в карпатських землях, була поява натільних хрестиків. Певний період, внаслідок вимушеного «приховування» релігійної приналежності, що було притаманне ранньому етапу поширення християнства, в тому числі і на території сучасної Гуцульщини, як чужий в системі традиційних місцевих прикрас елемент, натільний хрестик спочатку носили прихованим під одягом, але поступово, під впливом морально-етичних норми, що складалися в християнській ідеології, починаючи з Х ст.., коли знак хреста для гуцулів стає ознакою духовності, натільні хрестики переносять з-під одягу на одяг, вони перетворюються з чисто християнського символу в оберіг нового релігійного змісту. З цього часу гуцульські хрестоподібні амулети розвиваються в двох напрямках: у великих чоловічих хрестах-оберегах XIV—XVIII ст. великий розмір хреста був ознакою статусу «ґазди» (господаря-власника) і маленьких (порівняно з чоловічими) хрестиками-елементами в жіночих нашийних прикрасах. Пізніше, «ґаздині» XVII-ХІХ ст. чоловічу зґарду вдягали поверх своїх прикрас, щоб підкреслити статус (дружини вождя, власника).

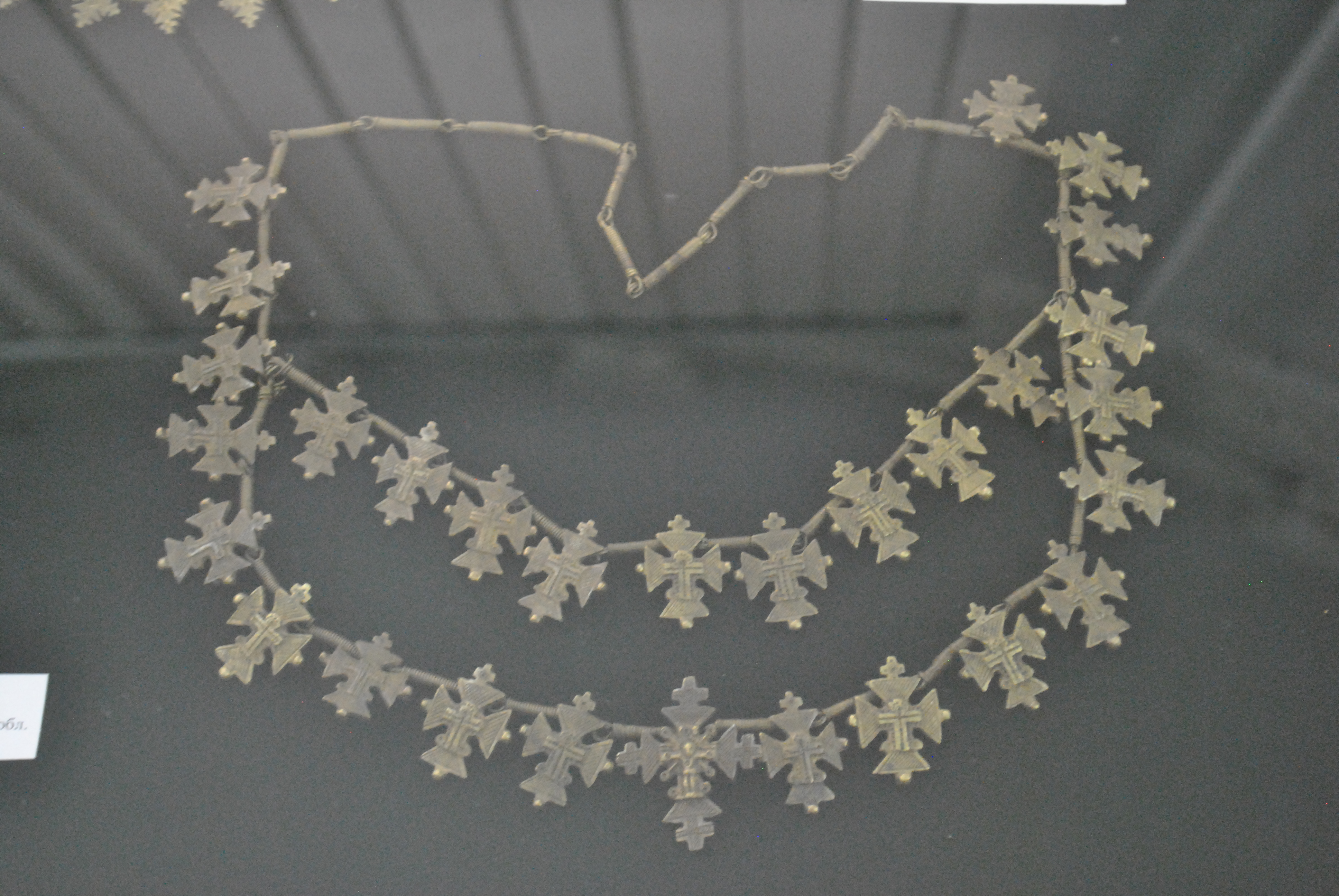
Згарди XVIII—XIX ст. Гуцульщина
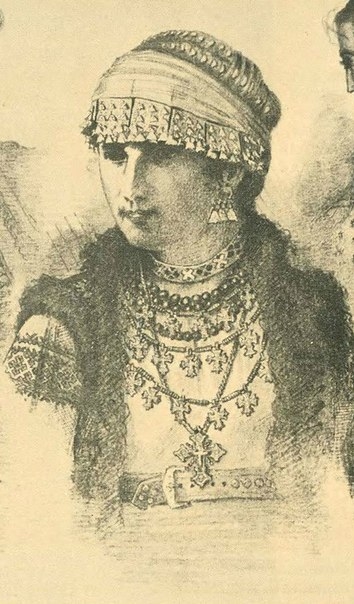
Згарди